# Боливијски боливијано
Боливијски боливиано је национална валута Боливије. ISO 4217 код валуте је BOB. Дијели се на 100 центава, а у домаћем платном промету означава се симболом Bs.
Кованице и новчанице издаје Централна банка Боливије, и то: кованице од 10, 20, 50 центава и 1, 2, 5 боливијана, те новчанице од 10, 20, 50, 100 и 200 боливиана.